# Chantal im Märchenland
Chantal im Märchenland ist eine deutsche Filmkomödie des Regisseurs und Drehbuchautors Bora Dagtekin aus dem Jahr 2024. Der Film ist ein Spin-off der Fack-ju-Göhte-Filmreihe. Der Film lief am 28. März 2024 in den Kinos an.

## Handlung
Chantal Ackermann versucht sich weiterhin als Influencerin, hat jedoch kaum Follower. Sie glaubt, dass sie sowieso nichts erreicht, und will deshalb keine Ausbildung beginnen. Ihre beste Freundin Zeynep hofft auf einen Ausbildungsplatz als Rechtsanwaltsfachangestellte. Als Chantal die Zusage für Zeyneps Job in die Hände fällt, verschweigt sie ihr dies. Sie will lieber bei einem Instagram-Contest mitmachen, bei dem man einen Werbedeal mit einem Kaugummi-Hersteller gewinnen kann. Beim Drehen für diesen Post gelangen die beiden durch einen antiken Zauberspiegel, den sie für ein Social-Media-Gimmick halten, in die Märchenwelt. Durch die Fee Funkelchen erfahren sie, dass sie 24 Stunden Zeit haben, bis sich ihr Portal in ihre Welt wieder öffnet. Chantal ist sofort begeistert und will diese Zeit nutzen, um Content für den Werbespot zu generieren. Die beiden Freundinnen erfahren, dass Chantal für eine Prinzessin gehalten wird. Sie freunden sich mit Prinzessin Amalia an, die am Hofe mit Artolf liiert ist, der versucht ein Schwert aus einem Stein zu ziehen, um als Tafelritter von König Wilderich zu dienen. Außerdem erfährt Chantal, dass sie Dornröschen ist und bald in ihren verfluchten Schlaf fällt. Dies versucht sie mit Zeynep zu verhindern und stellt der Hexe Sansara eine Falle. Dadurch wird sie von dem Schlaf-Fluch befreit. Chantal möchte von Prinz Bosco, der sie an Danger erinnert, wachgeküsst werden und so ein Content-Video produzieren. Jedoch misslingt der Versuch, der Spiegel geht zu Bruch und Prinz Bosco wird versehentlich mit dem Fluch belegt. Um den Spiegel zu reparieren, benötigen sie Magie, die sie nur im dunklen Wald finden können. Chantal und Zeynep machen sich zusammen mit dem Stallburschen Aladin auf den Weg.
Im dunklen Wald treffen die beiden auf die Hexe Sansara, die sie um Hilfe bitten müssen. Sie erfahren, dass der König Wilderich Sansara und ihre Schwestern, die früher Hebammen waren, verbannt hat, da er Angst hatte, dass jemand den blauen Diamanten finden kann. Durch Chantal ist Sansara sich sicher, dass sie diejenige ist, die das Märchenland von dem tyrannischen König befreien kann. Zeynep bleibt bei Sansara, um zur Hexe ausgebildet zu werden, während Chantal und Aladin zurück zum Palast gehen, um den Zauberspruch vorzubereiten. Dabei kommen sie sich näher, und Chantal erfährt, dass Aladin noch nie etwas geklaut hat und sich ein Leben ohne Sorgen wünscht, da er damals aus Bagdad geflohen ist. Er hat auch noch nie etwas von einem fliegenden Teppich, einem Dschini oder Jasmin gehört. Am Hofe versucht Chantal, Prinz Bosco wachzukriegen, jedoch scheitern die Versuche daran, dass Bosco in Wahrheit seinen Stallburschen liebt. Erst als dieser ihn küsst, erwacht er. Um seine Homosexualität zu verbergen, behauptet er, dass er Chantal wachgeküsst habe. Der König lässt daraufhin die Hochzeit vorbereiten. Chantal spielt dabei mit, da Bosco sie mit seinem Wissen, dass sie keine Prinzessin ist, erpresst. Amalia zieht das Schwert aus dem Stein, jedoch behauptet Artolf, dass er es war. Chantal ist entsetzt und versucht Amalia zu ermuntern, ihre Stimme zu erheben. 
Zeynep ist nun eine Hexe, während Chantal alles vorbereitet hat. Sie können den Spiegel reparieren, jedoch erfährt Zeynep dann, dass Chantal ihr den Brief mit ihrer Job-Zusage unterschlagen hat. Genau in diesem Moment platzt die Mutter von Bosco in das Geschehen und glaubt, die beiden seien Hexen. Außerdem erfährt sie von den wahren Gefühlen ihres Sohnes. Zeynep wird gefangen genommen, während Chantal fliehen kann. Sie versucht den blauen Diamanten zu finden, um König Wilderich aufzuhalten, Zeynep zu verbrennen. Mit der Hilfe Aladins, der mittlerweile die Wunderlampe gefunden hat, kann sie sich dem Drachen, der den Diamanten bewacht, stellen und zieht ihn mit Snapchat auf ihre Seite. Gemeinsam mit der Hexe Sansara können sie den König stürzen und dessen Frau, die in einem Gemälde gefangen war, befreien. Artolf will Chantal mit dem Schwert töten, jedoch kann Amalia das Schwert steuern, da sie es war, die es aus dem Stein gezogen hat und somit die Kontrolle darüber besitzt. Amalia wird der erste weibliche Tafelritter der Königin. Zeynep und Chantal gehen durch den magischen Spiegel wieder zurück in ihre Welt. Die beiden Freundinnen versöhnen sich wieder. Chantal beschließt, einen ehrenamtlichen Job anzunehmen.

## Produktion
Im März 2023 wurde ein Spin-off zur Fack-ju-Göhte-Filmreihe angekündigt. Jella Haase kehrte als Chantal Ackermann in ihre Rolle aus der Filmreihe zurück. Ebenfalls erneut in ihrer alten Rolle ist Gizem Emre zu sehen, Max von der Groeben spielt eine Märchenlandversion seiner Rolle aus der Original-Trilogie. Elyas M’Barek nahm als Gastdarsteller seine Rolle als Zeki Müller erneut auf. Das Drehbuch zu dem Film stammt erneut von Bora Dagtekin, der ebenfalls Regie führte. In weiteren Rollen sind Mido Kotaini, Maria Ehrich, Nora Tschirner und Frederick Lau zu sehen.
Die Dreharbeiten fanden zwischen 1. März und dem 26. April 2023 im Hyperbowl Virtual Studio Penzing in Bayern und in Prag statt.

## Rezeption

### Kritik
Der Film erhielt durchschnittliche Kritiken. Christopher Petersen urteilte, dass Jella Haase eine der erfolgreichsten und lustigsten deutschen Comedy-Kunstfiguren geschaffen habe.

### Einspielergebnis
An seinem Eröffnungswochenende zählte der Film 700.000 Besucher. Dies machte ihn zum bis dato erfolgreichsten Filmstart 2024 sowie dem besten Start eines deutschen Filmes seit der Corona-Pandemie. Insgesamt erreichte er 2.489.876 Besucher, spielte über 25 Millionen Euro wieder ein und belegt in Deutschland Platz 6 der erfolgreichsten Kinofilme 2024 (Stand: 7. Dezember 2024).